# Saló SAGA
El Saló SAGA, també conegut com a Saló del Gaming és un certamen anual dedicat al món dels videojocs i, en especial, als videojocs en català organitzat per la Plataforma per la Llengua. La primera edició es va celebrar el cap de setmana del 3 i 4 de desembre de 2022 a la Farga de l'Hospitalet de Llobregat.

## Edicions

### 2022
El saló del 2022 va comptar amb més de 3.500 visitants i diverses d'activitats dividides en tres espais diferents:
- Espai competitiu, on diversos equips d'esports electrònics competien al League of Legends i Valorant. Els espectadors podien seguir les partides des d'una pantalla gegant.
- Espai LAN, que consistia en una trobada LAN durant 36 hores seguides.
- Espai expositiu, amb més d'una cinquantena d'estands de diverses empreses, clubs, centres educatius i associacions.

Aquell any, el Premi al millor videojoc en català se'l va endur el videojoc Endling i l'equip Esports Electrònics de Girona va guanyar la Copa de les Estrelles del League of Legends.

### 2023
La segona edició del saló es va celebrar els dies 1, 2 i 3 de desembre de 2023 i va rebre més de 7.000 visitants. La durada es va allargar de dos a tres dies i es va duplicar l'espai, arribant a set mil metres quadrats i seixanta-cinc expositors.
El Premi al millor videojoc en català va ser per a Ugly, que també va guanyar els premis a millor jugabilitat i millor art visual. El videojoc DE-EXIT: Eternal Matters es va emportar els guardons a millor narrativa i millor disseny sonor. Els dos altres videojocs premiats van ser Minabo - A walk through life, amb el premi a més impacte social, i Waterfall Prisoner, que va rebre el premi del públic.

### 2024
L'any 2024 el saló va rebre més de 8.000 visitants. Es va celebrar els dies 29 i 30 de novembre i 1 de desembre a la Farga de l'Hospitalet. El videojoc Ereban: Shadow Legacy va rebre el premi al millor videojoc en català de l'any i el premi al videojoc en català amb millor narrativa. Worldless es va endur el premi al videojoc en català amb millor art visual i Hell of an Office el premi al videojoc en català amb millor jugabilitat. Altres videojocs guardonats van ser El Retrovisor amb el premi del públic i CLeM amb el premi al videojoc en català amb més impacte social.